# Aiteta teretimacula
Aiteta teretimacula är en fjärilsart som beskrevs av Louis Beethoven Prout 1922. Aiteta teretimacula ingår i släktet Aiteta och familjen trågspinnare. Inga underarter finns listade i Catalogue of Life.